# Festival da Canção Portuguesa 1961
O III Festival da Canção Portuguesa foi o terceiro e último Festival da Canção Portuguesa nos moldes originais, que teve lugar nos dias 20 e 21 de agosto de 1961, no Casino da Figueira da Foz. Foi o primeiro Festival da Canção Portuguesa a ser transmitido em direto pela RTP, além da transmissão simultânea pela Emissora Nacional.

## Festival
Ao contrário do festival anterior, o III Festival foi abundantemente publicitado, sendo o primeiro a ser transmitido em direto pela RTP. Teve lugar no Casino da Figueira da Foz nos dias 20 e 21 de agosto de 1961 e foi dividido em duas partes: a primeira com variedades baseadas nas edições anteriores, e a segunda onde se apresentaram as canções a concurso. Este festival contou com a participação de Maria Clara, Guilherme Kjölner, Simone de Oliveira, Gina Maria, Artur Garcia, Madalena Iglésias, António Calvário, Alice Amaro, Maria de Fátima Bravo e Artur Ribeiro. No espetáculo do dia 21, as canções desfilaram por ordem inversa da do espetáculo do dia anterior.
Simone de Oliveira foi a vencedora do concurso, seguida por Maria Clara (que também obteve o prémio de interpretação) e Alice Amaro, respetivamente. A receita do espetáculo foi doada às vítimas das primeiras operações militares no Ultramar, que tinham começado nesse ano.
Devido à cobertura mediática que o III Festival teve, a Comissão Municipal de Turismo da Figueira da Foz organizou independentemente o 1º Concurso da Canção da Figueira da Foz, em 1963. A partir daí, o Festival da Canção Portuguesa passou a ser designado por Festival da Figueira da Foz, passando a ser realizado na Figueira da Foz.
| #   | Artista               | Canção                       | Lugar |
| --- | --------------------- | ---------------------------- | ----- |
| 1º  | Maria Clara           | "De cá para lá"              | 2º    |
| 2º  | Guilherme Kjölner     | "Coimbra não esquece Inês"   |       |
| 3º  | Simone de Oliveira    | "Ontem e hoje"               | 1º    |
| 4º  | Gina Maria            | "Mais tarde"                 |       |
| 5º  | Artur Garcia          | "Canção do passado"          | 8º    |
| 6º  | Madalena Iglésias     | "Dilema"                     | 5º    |
| 7º  | António Calvário      | "Porque voltei"              | 7º    |
| 8º  | Alice Amaro           | "Bom dia, Lisboa"            | 3º    |
| 9º  | Maria de Fátima Bravo | "Oração para dois"           | 4º    |
| 10º | Artur Ribeiro         | "Adeus minha mãe, não chore" | 6º    |